# Basilica maior

Znak baziliky maior: klíče sv. Petra a umbraculum

Větší bazilika, latinsky basilica maior je čestný titul vybraných římskokatolických kostelů.
Řadí se k nim především čtyři velké papežské baziliky v Římě a dále také dvě baziliky v Assisi, sv. Františka a Panny Marie Andělské. Ostatní kostely s titulem baziliky se označují jako basilica minor (menší bazilika).

## Vznik titulu
Titul basilica maior zavedl v roce 1300 papež Bonifác VIII. bulou Antiquorum habet fida relatio, kdy vyhlásil svatý rok a stanovil podmínky pro odpustky.
Bonifác VIII. obnovil „velké odpustky a odpustky za hříchy“, které lze získat „návštěvou města Říma a ctihodné baziliky knížete apoštolů“. Nabídl „nejen úplné a hojné, ale i nejúplnější odpuštění všech hříchů“ těm, kteří splnili určité podmínky: museli se vyzpovídat ze všech svých hříchů a vykonat pouť do baziliky svatého Petra a Pavla, tedy míst, kde byli pohřbení apoštolové sv. Petr a sv. Pavel.
Při druhém jubileu v roce 1350 přidal papež Klement VI. třetí velkou baziliku: katedrálu sv. Jana Lateránského v Římě. A konečně při dalším jubileu v roce 1390 přibyla bazilika Panny Marie Větší, nejstarší římský kostel zasvěcený Panně Marii.
Návštěva těchto čtyř kostelů zůstala jednou z podmínek pro získání římského jubilejního odpustku.

## Papežské baziliky v Římě
Římské basiliky maior se vyznačují tzv. Svatou branou, která se otvírá pouze během Svatých roků (naposledy během Svatého roku 2025). Do roku 2008 se nazývaly patriarchální basiliky, neboť symbolicky představují jednotlivé starověké patriarcháty: Jeruzalém, Alexandrie, Antiochie, Řím, Konstantinopol (Cařihrad, Istanbul). V roce 2008 zrušil 266. papež Benedikt XVI. titul římského biskupa „patriarcha západu“ a basiliky se nazývají papežské.
1. Bazilika sv. Jana v Lateránu je papežův katedrální kostel
2. Bazilika svatého Petra (Vatikánská bazilika) byla do roku 1054 s titulem konstantinopolského patriarchy
3. Bazilika sv. Pavla za hradbami, do roku 1964 s titulem alexandrijského patriarchy
4. Bazilika Panny Marie Sněžné, do roku 2008 s titulem antiošského patriarchy

Mezi patriarchální baziliky se navíc řadila bazilika minor sv. Vavřince za hradbami, do roku 2008 titulární kostel jeruzalémského patriarchy. V bazilice sv. Vavřince není Svatá brána.

Římské basilicae maiores
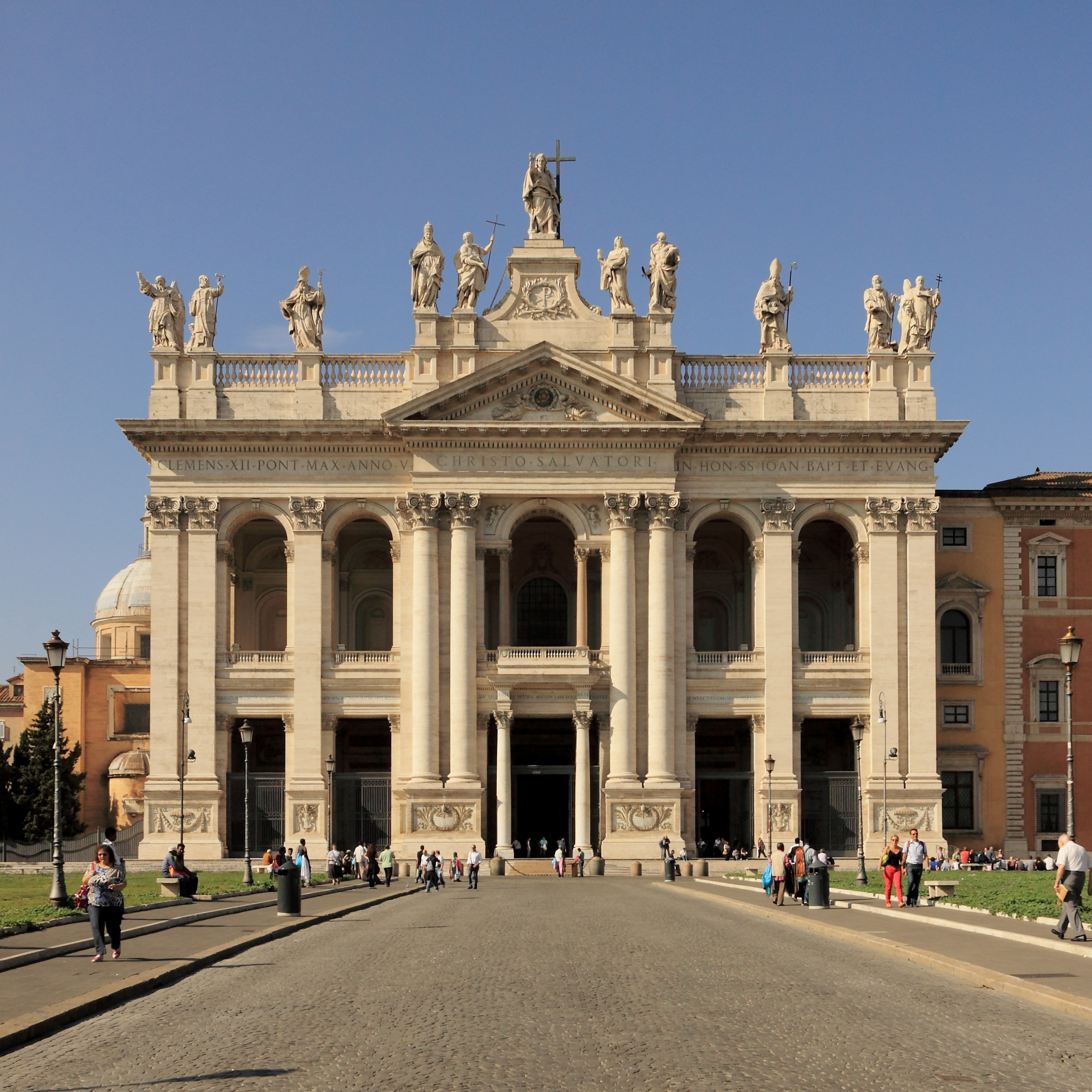
Bazilika sv. Jana v Lateránu
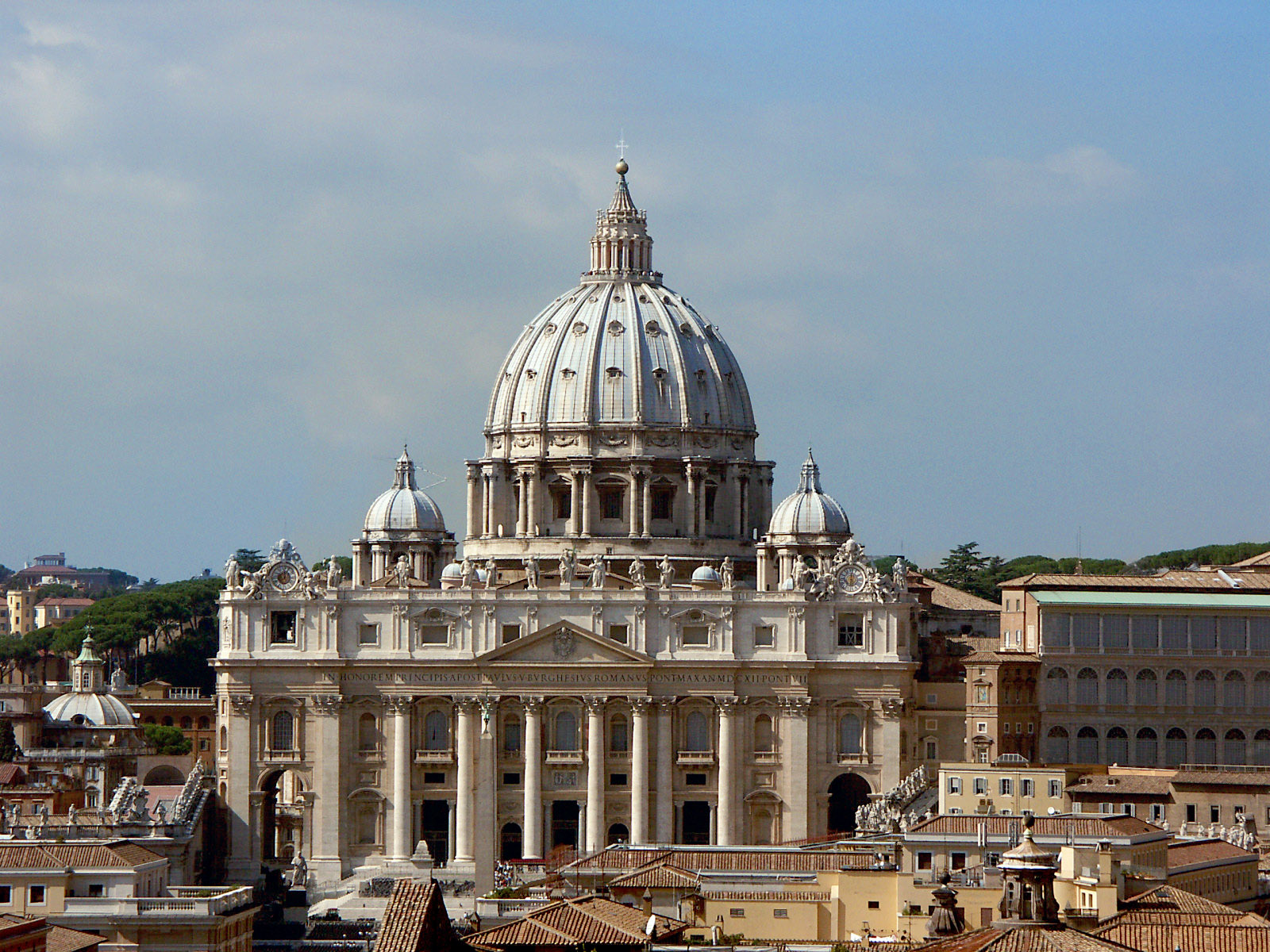
Bazilika svatého Petra
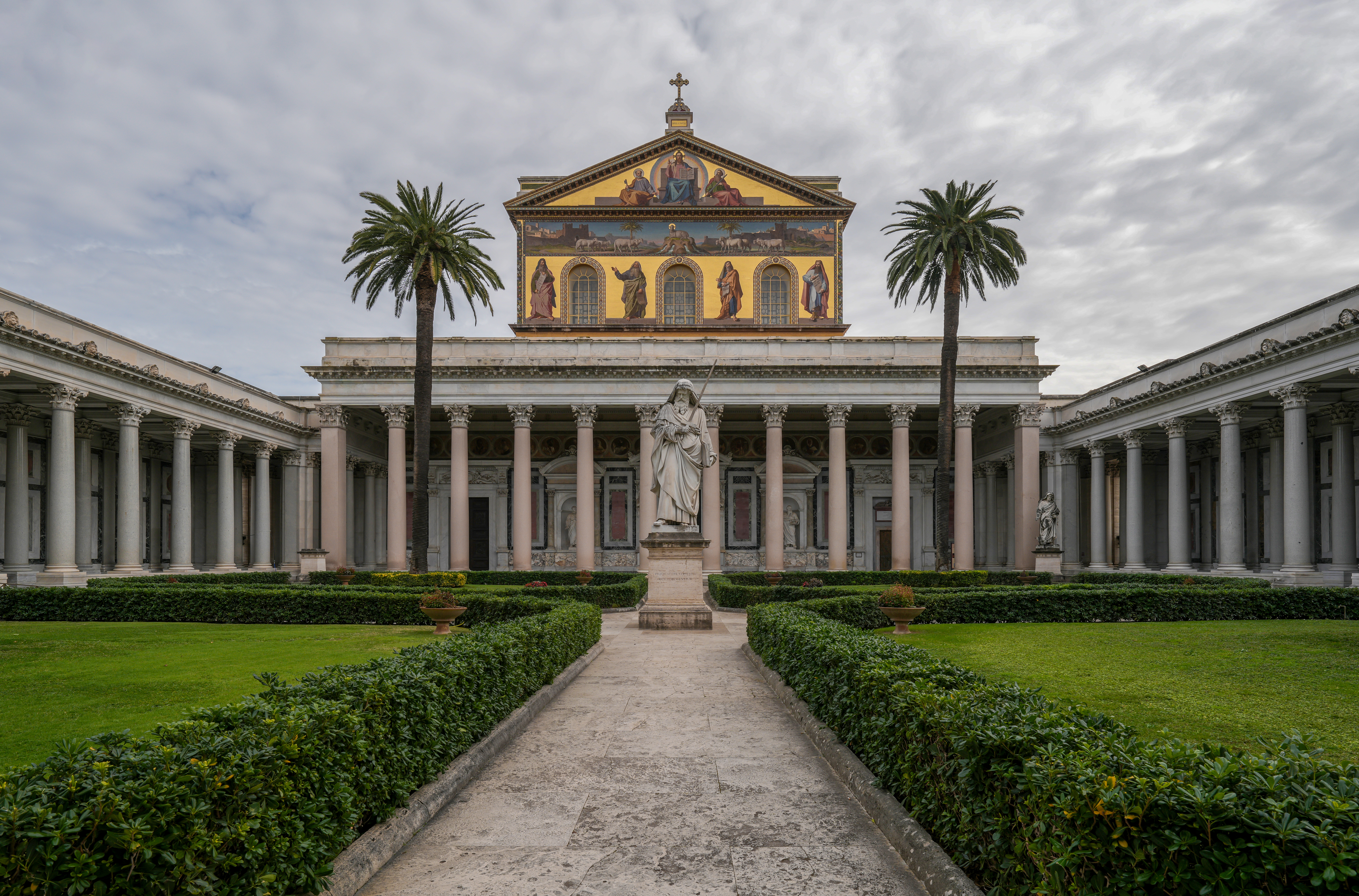
Bazilika sv. Pavla za hradbami
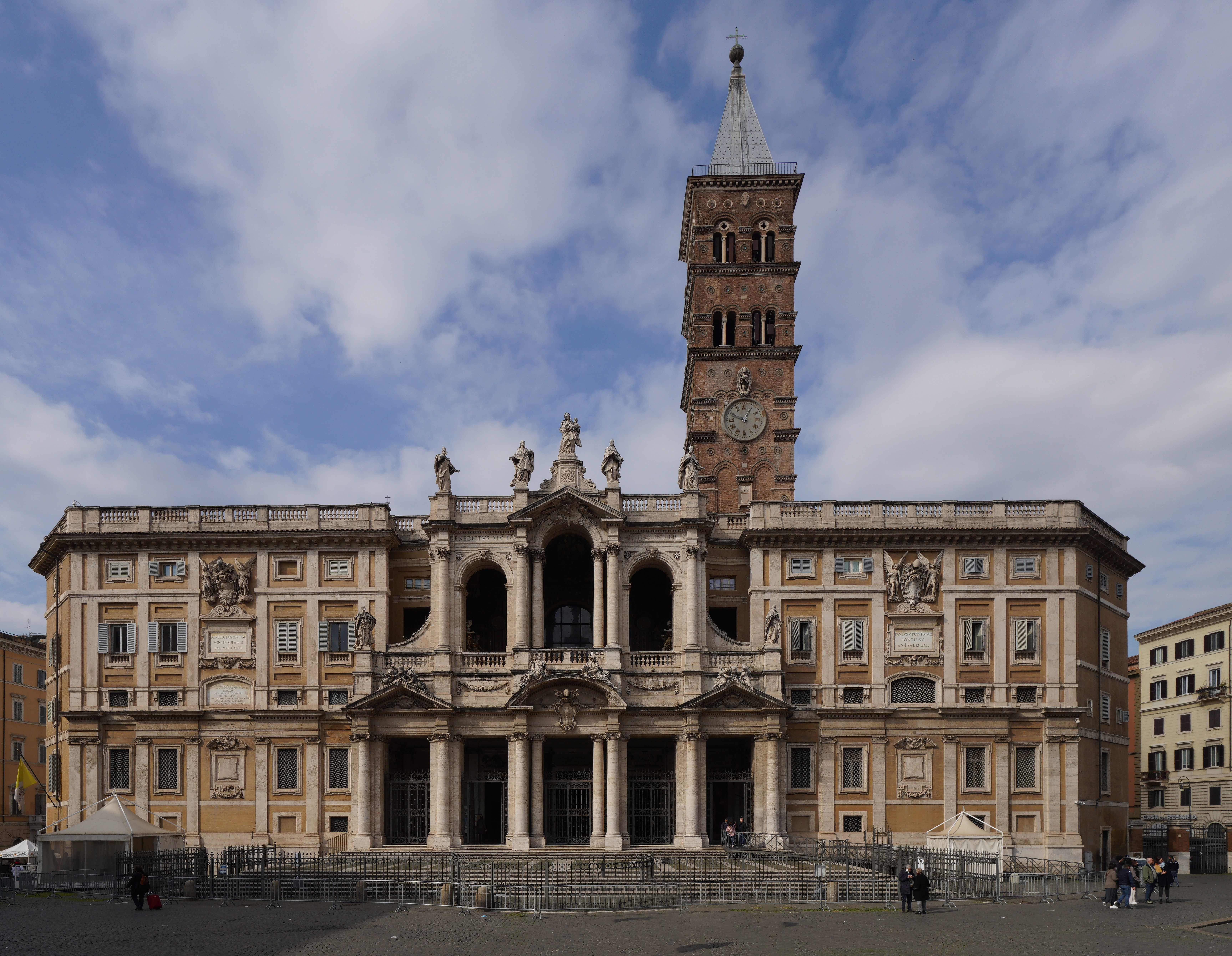
Bazilika Panny Marie Sněžné

## Baziliky v Assisi
Kromě římských kostelů získaly privilegium patriarchální baziliky ještě dva kostely v Assisi:
- Bazilika sv. Františka v Assisi
- Bazilika Panny Marie Andělské s kaplí Porciunkule

Je v nich umístěno papežské sedadlo sedes a oltář, na němž se slouží liturgie pouze se souhlasem papeže.
Od roku 1901 má titul bazilika maior také Kostel Panny Marie Růžencové v Pompejích.

Basilicae maiores v Assisi
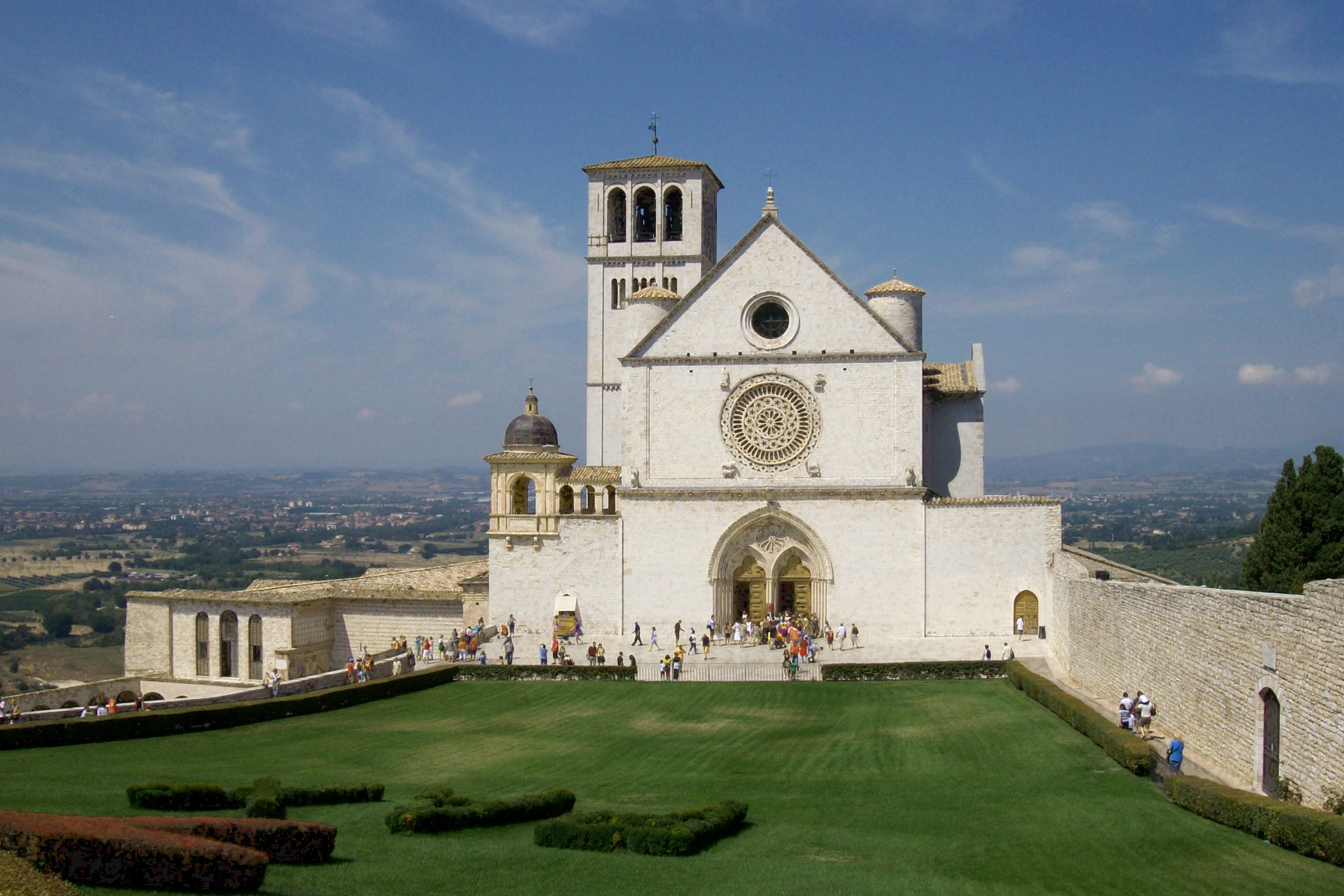
Bazilika sv. Františka v Assisi
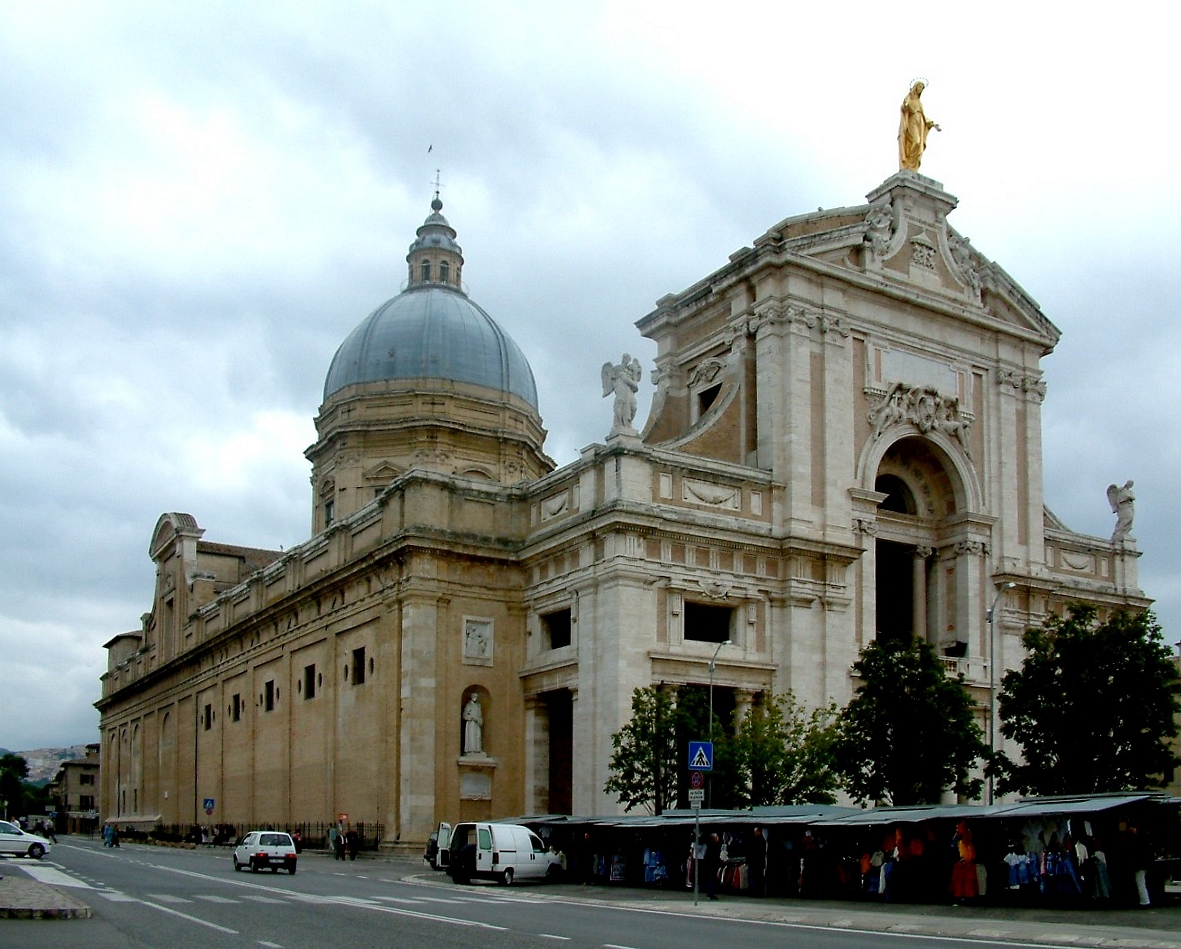
Bazilika Panny Marie Andělské